# Echeveria australis
Echeveria australis ist eine Pflanzenart aus der Gattung der Echeverien (Echeveria) in der Familie der Dickblattgewächse (Crassulaceae).

## Beschreibung
Echeveria australis bildet unbehaarte Halbsträucher mit einer Höhe von bis zu 30 Zentimeter aus. Die etwas rosettigen, schmal verkehrt eiförmig-keilförmigen, stumpfen und mit einem aufgesetzten Spitzchen versehenen bis zugespitzten Blätter werden 7 Zentimeter lang und bis über 2 Zentimeter breit. Sie sind hellgrün und oft purpurn getönt sowie glauk gefärbt.
Der Blütenstand besteht aus dichten Trauben oder die unteren Zweige werden zweiblütig ausgebildet und wird bis 25 Zentimeter lang. Die aufsteigenden oder ausgebreiteten Kelchblätter werden 8 bis 12 Millimeter lang. Die deutlich 5-kantige und rote Blütenkrone wird 11 bis 14 Millimeter lang.
Die Chromosomenzahl beträgt 2n = 56.

## Verbreitung und Systematik
Echeveria australis ist in Costa Rica, Panama und Honduras verbreitet und wächst meist epiphytisch.
Die Erstbeschreibung erfolgte 1903 durch Joseph Nelson Rose.

## Nachweise